# 中線定理
中線定理（ちゅうせんていり、英: parallelogram law）とは、幾何学において、三角形の中線の長さと辺の長さの関係を表す定理である。パップスの定理と知られているが、実はアポロニウスが発見した定理である。

## 概要

### 初等幾何学における中線定理
三角形OABにおいて以下の関係が成り立つ。
{\displaystyle OA^{2}+OB^{2}=2(OM^{2}+AM^{2})}
ただし、点Mは辺ABの中点である。
この性質を中線定理という。これはスチュワートの定理の特別な場合である。特に二等辺三角形においてはピタゴラスの定理と同等になる。
平行四辺形の対角線が互いの中点を通るという事実から、平行四辺形ABCD に対し
{\displaystyle AC^{2}+BD^{2}=2(AB^{2}+BC^{2})}
と書くこともできるので平行四辺形の法則とも言われる。

### 内積空間における中線定理
中線定理は、内積を有するベクトル空間（計量ベクトル空間）の一般的性質としてとらえることができる。内積空間 V において、内積 ⟨⋅, ⋅⟩から導かれるノルム:
{\displaystyle \|{\boldsymbol {x}}\|:={\sqrt {\langle {\boldsymbol {x}},{\boldsymbol {x}}\rangle }}}
を与えると、任意の元 x, y ∈ V について、次の中線定理が成り立つ：
{\displaystyle \|{\boldsymbol {x}}+{\boldsymbol {y}}\|^{2}+\|{\boldsymbol {x}}-{\boldsymbol {y}}\|^{2}=2(\|{\boldsymbol {x}}\|^{2}+\|{\boldsymbol {y}}\|^{2})}
このように、計量ベクトル空間において、内積から導かれるノルムについて中線定理が成り立つが、逆に十分条件でもあることが、フォン・ノイマンおよびパスクアル・ヨルダンによって示されている。すなわち、内積が定義されていないノルム空間において、ノルムが中線定理を満たすならば、そのノルムを導く内積が存在する。
実際、中線定理が成り立つならば、実数体 R 上のノルム空間の元 x, y に対して、
{\displaystyle \langle {\boldsymbol {x}},{\boldsymbol {y}}\rangle :={\frac {1}{4}}\{\|{\boldsymbol {x}}+{\boldsymbol {y}}\|^{2}-\|{\boldsymbol {x}}-{\boldsymbol {y}}\|^{2}\}}
複素数体 C 上のノルム空間の元 x, y に対して、
{\displaystyle \langle {\boldsymbol {x}},{\boldsymbol {y}}\rangle :={\frac {1}{4}}\{(\|{\boldsymbol {x}}+{\boldsymbol {y}}\|^{2}-\|{\boldsymbol {x}}-{\boldsymbol {y}}\|^{2})+i(\|{\boldsymbol {x}}+i{\boldsymbol {y}}\|^{2}-\|{\boldsymbol {x}}-i{\boldsymbol {y}}\|^{2})\}}
により内積が導かれる。

## 証明
定理をスチュワートの定理の特別な場合と考えて証明するか、または計量ベクトル空間におけるベクトルを使用することで証明することができる。

### ベクトルによる証明
{\displaystyle {\overrightarrow {OA}},\ {\overrightarrow {OB}}} をそれぞれ {\displaystyle {\boldsymbol {a}},\ {\boldsymbol {b}}} と置くと、辺ABの中点がMなので、{\displaystyle {\overrightarrow {OM}},\ {\overrightarrow {AM}}} はそれぞれ {\displaystyle {\frac {1}{2}}({\boldsymbol {a}}+{\boldsymbol {b}}),\ {\frac {1}{2}}({\boldsymbol {b}}-{\boldsymbol {a}})} となる。
したがって、
{\displaystyle OM^{2}={\frac {1}{4}}\|{\boldsymbol {a}}+{\boldsymbol {b}}\|^{2}={\frac {1}{4}}(\|{\boldsymbol {a}}\|^{2}+2\langle {\boldsymbol {a}},{\boldsymbol {b}}\rangle +\|{\boldsymbol {b}}\|^{2}),}
{\displaystyle AM^{2}={\frac {1}{4}}\|{\boldsymbol {b}}-{\boldsymbol {a}}\|^{2}={\frac {1}{4}}(\|{\boldsymbol {a}}\|^{2}-2\langle {\boldsymbol {a}},{\boldsymbol {b}}\rangle +\|{\boldsymbol {b}}\|^{2}).}
これより、辺々を加えて2倍すると、
{\displaystyle 2(OM^{2}+AM^{2})=\|{\boldsymbol {a}}\|^{2}+\|{\boldsymbol {b}}\|^{2}=OA^{2}+OB^{2}.} Q.E.D.

### 解析幾何学による証明
三角形OABにおいて、辺ABの中点Mを原点に取り、辺ABをx軸上に取ると、
{\displaystyle M(0,0),\ A(-a,0),\ B(a,0)}
と置くことができる。
ここで、頂点Oの座標を (b, c) とすると、
{\displaystyle OA^{2}=(b+a)^{2}+c^{2},\ OB^{2}=(b-a)^{2}+c^{2}.}
したがって、辺々を加えると、
{\displaystyle OA^{2}+OB^{2}=2(a^{2}+b^{2}+c^{2}).}
一方、
{\displaystyle OM^{2}=b^{2}+c^{2},\ AM^{2}=a^{2}.}
したがって、
{\displaystyle OA^{2}+OB^{2}=2(a^{2}+b^{2}+c^{2})=2(OM^{2}+AM^{2}).} Q.E.D.

### 初等幾何学による証明
三角形OABにおいて、辺ABの中点をMとし、∠OMA = θ とすると、
∠OMB = π - θ.
三角形OMAにおいて、余弦定理を適用すると、
{\displaystyle OA^{2}=OM^{2}+AM^{2}-2OM\cdot AM\cos \theta .}
三角形OMBにおいて、余弦定理を適用すると、
{\displaystyle OB^{2}=OM^{2}+BM^{2}-2OM\cdot BM\cos(\pi -\theta ).}
ここで、点Mは辺ABの中点だから、AM = BM が成り立つ。
一方、{\displaystyle \cos(\pi -\theta )=-\cos \theta } が成り立つので、
{\displaystyle OA^{2}+OB^{2}=2(OM^{2}+AM^{2}).} Q.E.D.

## 中線定理の逆
中線定理の逆は成り立たない。反例として、鋭角三角形△ABCと直線BC上の点Pが
{\displaystyle {\text{AB}}^{2}+{\text{AC}}^{2}=2({\text{AP}}^{2}+{\text{BP}}^{2})}
を満たすとする。
辺ABの中点をNとすると、
{\displaystyle {\begin{aligned}{\text{AB}}^{2}+{\text{AC}}^{2}&=2\{{\text{AP}}^{2}+{\text{BP}}^{2}\}\\&=2\{2({\text{PN}}^{2}+{\text{BN}}^{2})\}\\&=(2{\text{PN}})^{2}+(2{\text{BN}})^{2}\\&=(2{\text{PN}})^{2}+{\text{AB}}^{2}\\\end{aligned}}}
{\displaystyle \therefore \ {\text{NP}}={\frac {1}{2}}{\text{AC}}}
△ABCが鋭角三角形のとき、これを満たす点Pで辺BCの中点ではないものがある。（実際に中心が点Nで辺ACの半分の長さを半径とする円を描いてみると明らか。）故に、中線定理の式が成り立っても、Pは辺BCの中点とは限らない。■